# Agrodiaetus sertavulensis
Agrodiaetus sertavulensis är en fjärilsart som beskrevs av Ahmet Ömer Koçak 1979. Agrodiaetus sertavulensis ingår i släktet Agrodiaetus och familjen juvelvingar. Inga underarter finns listade i Catalogue of Life.